# Žoržs Tikmers

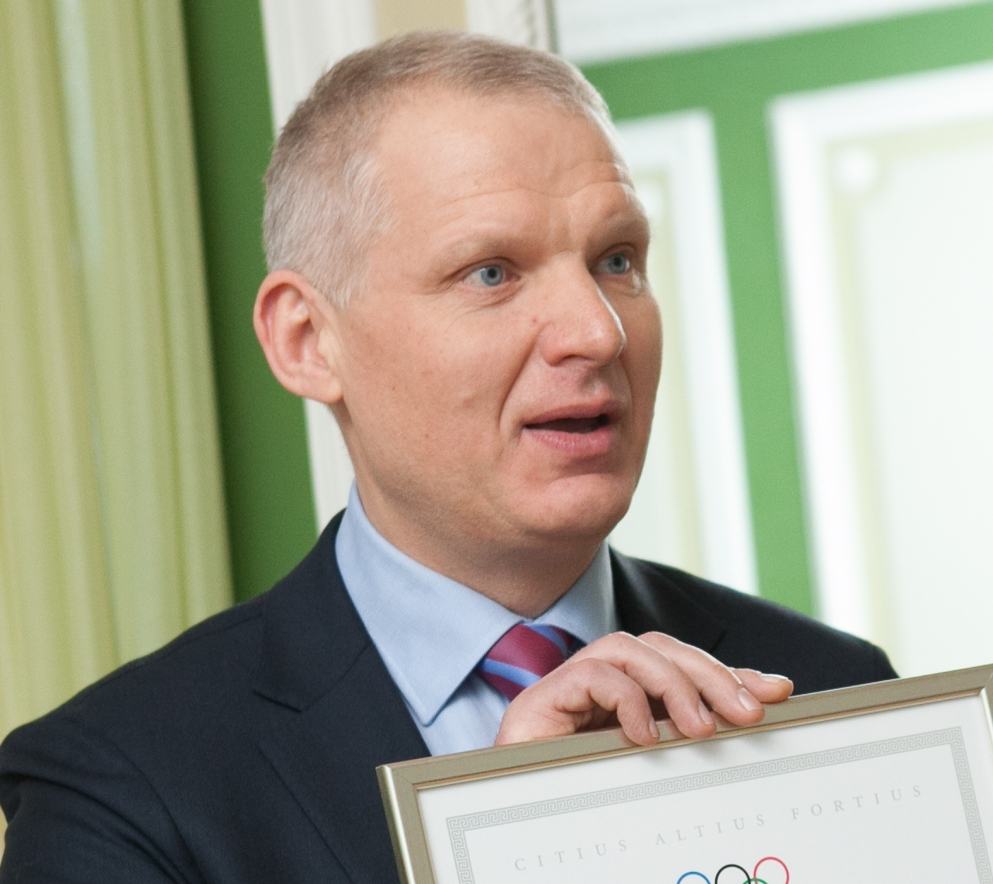
Žoržs Tikmers im Januar 2013

Žoržs Tikmers (russisch Жорж Янович Тикмерс; * 22. Januar 1957 in Iecava, Lettische Sozialistische Sowjetrepublik) ist ein ehemaliger sowjetischer Ruderer. Er gewann eine olympische Silbermedaille und vier Medaillen bei Weltmeisterschaften.
Tikmers von Dinamo Riga gewann bei den Junioren-Weltmeisterschaften 1975 die Bronzemedaille mit dem Achter. In der Erwachsenenklasse belegte er bei den Weltmeisterschaften 1977 den vierten Platz im Vierer mit Steuermann. Der Vierer mit Artūrs Garonskis, Dzintars Krišjānis, Dimants Krišjānis, Žoržs Tikmers und Steuermann Juris Bērziņš ruderte bei den Weltmeisterschaften 1979 auf den zweiten Platz hinter dem Vierer aus der DDR. In der gleichen Besetzung gewannen die für die Sowjetunion startenden Letten auch die Silbermedaille bei den Olympischen Spielen 1980 in Moskau, erneut war nur der DDR-Vierer vor ihnen im Ziel. Mit Wiktor Omeljanowytsch für Garonskis belegte der sowjetische Vierer den dritten Platz hinter den Booten aus der DDR und den USA bei den Weltmeisterschaften 1981. 1982 ruderten die Mitglieder des Vierers von 1981 im Achter, hinter den Neuseeländern und dem DDR-Achter gewann der sowjetische Achter die Bronzemedaille. 1983 bildete Tikmers mit den Brüdern Nikolai und Juri Pimenow sowie Alexander Kulagin einen neuen Vierer ohne Steuermann, der bei den Weltmeisterschaften 1983 hinter dem bundesdeutschen Vierer die Silbermedaille gewann.